# Whitaker’s Almanack
Whitaker’s Almanack – publikacja informacyjna, wydawana corocznie w Wielkiej Brytanii. Książka była pierwotnie publikowana przez wydawnictwo J. Whitaker & Sons (1868–1897), następnie przez rządowe wydawnictwo The Stationery Office, a od 2003 przez A & C Black, część Bloomsbury Publishing Plc.
Whitaker’s Almanack wspomniany został w wielu powieściach, m.in. w Dolinie strachu sir A.C. Doyle’a, będącej jedną z opowieści o Sherlocku Holmesie.

## Zawartość
Almanach składa się z haseł, list i tabel na różne tematy, w tym z zakresu edukacji, heraldyki, instytucji państwowych, zdrowia i spraw społecznych oraz środowiska naturalnego.
Największy rozdział to katalog krajów, zawierający informacje z zakresu ich najnowszej historii, polityki, gospodarki, kultury i zestawienia informacji. Każde wydanie oferuje także wybór esejów krytycznych koncentrując się na wydarzeniach z poprzedniego roku. Na stronie z tyłu książki opublikowana jest duża ilość danych astronomicznych.
Whitaker’s Almanack nie jest encyklopedią, ale bardziej rocznikiem spraw współczesnych i katalogiem różnych placówek w Wielkiej Brytanii, takich jak kluby, instytucje publiczne i wyższe uczelnie.
Whitaker’s był na tyle cenny, że Winston Churchill był osobiście zainteresowany dalszą publikacją książki po zniszczeniu podczas nalotów Blitz siedziby wydawnictwa. Kopię zabezpieczono również dla potomnych w londyńskim obelisku Igła Kleopatry (Cleopatra's Needle).

## Formaty
Każdego roku almanach publikowany jest w dwóch formatach – w wydaniu standardowym i skróconym. Obie edycje zostały przeprojektowane w 1993 i 2004, aby zwiększyć rozmiar i poprawić czytelność.
W przeszłości publikowano także edycję dla bibliotek, mającą taką samą zawartość jak wydanie standardowe, ale większy format i skórzaną oprawę.

## Redaktorzy
- Joseph Whitaker 1868–1895
- Whitaker Cuthbert Sir 1895–1950
- F.H.C. Tatham 1950–1981
- Richard Blake 1981–1986
- Hilary Marsden 1986–1999
- Simpson Lauren 1999–2004
- Inna Ward 2004–2008
- Claire Fogg 2008–2010
- Ruth Northey 2010–

## Publikacje alternatywne
- The New York Times Almanac
- TIME Almanac
- The World Almanac and Book of Facts
- The CIA World Factbook
- Der Fischer Weltalmanach
- The Europa World Year Book